# Телевизионный сезон 2015/16 (США)
Ниже приведено телевизионное расписание трансляции программ пяти широковещательных сетей США в прайм-тайм с сентября 2015 года по август 2016 года. Список включает в себя данные по каждому каналу по новым программам, текущим и закрытым с сезона 2014/15.
NBC стал первой сетью, которая объявила о своём расписании 10 мая 2014 года, следом 11 мая Fox, 12 мая ABC, 13 мая CBS и 14 мая The CW Television Network.
MyNetworkTV и Ion Television не включены в список, так как не выпускают оригинальных программ и транслируют повторы. PBS также не включён в список, так как не имеет строгого графика.

## Расписание
- Локальные программы
- Повторы программ
- Прямые трансляции спортивных событий
- Новые шоу выделены Жирным.
- Указано Североамериканское восточное время и Тихоокеанское время.
- В скобках рядом с названиями указаны премьерные даты.

### Воскресенье
| Телесеть | Телесеть | 7:00 PM                        | 7:30 PM                        | 8:00 PM                | 8:00 PM                | 8:30 PM                      | 9:00 PM                      | 9:30 PM                      | 10:00 PM                     | 10:30 PM                     |                              |
| -------- | -------- | ------------------------------ | ------------------------------ | ---------------------- | ---------------------- | ---------------------------- | ---------------------------- | ---------------------------- | ---------------------------- | ---------------------------- | ---------------------------- |
| ABC      | Fall     | America's Funniest Home Videos | America's Funniest Home Videos | Однажды в сказке       | Однажды в сказке       | Однажды в сказке             | Кровь и нефть                | Кровь и нефть                | Куантико                     | Куантико                     |                              |
| ABC      | Winter   | America's Funniest Home Videos | America's Funniest Home Videos | Галавант               | Галавант               | Галавант                     | Кровь и нефть                | Кровь и нефть                | Куантико                     | Куантико                     |                              |
| ABC      | Spring   | America's Funniest Home Videos | America's Funniest Home Videos | Однажды в сказке       | Однажды в сказке       | Однажды в сказке             | Семья                        | Семья                        | Куантико                     | Куантико                     |                              |
| CBS      | CBS      | 60 минут                       | 60 минут                       | Мадам госсекретарь     | Мадам госсекретарь     | Мадам госсекретарь           | Хорошая жена                 | Хорошая жена                 | C.S.I.: Киберпространство    | C.S.I.: Киберпространство    |                              |
| Fox      | Fox      | НФЛ на Fox                     | Закусочная Боба                | Симпсоны               | Симпсоны               | Бруклин 9-9                  | Гриффины                     | Последний человек на Земле   | Локальные программы          | Локальные программы          |                              |
| NBC      | NBC      | Ночь Футбола в Америке         | Ночь Футбола в Америке         | Ночь Футбола в Америке | Ночь Футбола в Америке | NBC: Футбол воскресной ночью | NBC: Футбол воскресной ночью | NBC: Футбол воскресной ночью | NBC: Футбол воскресной ночью | NBC: Футбол воскресной ночью | NBC: Футбол воскресной ночью |

### Понедельник
| Телесеть | Телесеть      | 8:00 PM                | 8:30 PM           | 9:00 PM            | 9:30 PM            | 10:00 PM                      | 10:30 PM                      |
| -------- | ------------- | ---------------------- | ----------------- | ------------------ | ------------------ | ----------------------------- | ----------------------------- |
| ABC      | ABC           | Танцы со звёздами      | Танцы со звёздами | Танцы со звёздами  | Танцы со звёздами  | Касл                          | Касл                          |
| CBS      | Осень         | Теория Большого взрыва | Жизнь в деталях   | Скорпион           | Скорпион           | Морская полиция: Лос-Анджелес | Морская полиция: Лос-Анджелес |
| CBS      | Поздняя осень | Супергёрл              | Супергёрл         | Скорпион           | Скорпион           | Морская полиция: Лос-Анджелес | Морская полиция: Лос-Анджелес |
| The CW   | The CW        | Чокнутая бывшая        | Чокнутая бывшая   | Девственница Джейн | Девственница Джейн | Локальные программы           | Локальные программы           |
| Fox      | Fox           | Готэм                  | Готэм             | Особое мнение      | Особое мнение      | Локальные программы           | Локальные программы           |
| NBC      | NBC           | Голос                  | Голос             | Голос              | Голос              | Слепое пятно                  | Слепое пятно                  |

### Вторник
| Телесеть | Телесеть      | 8:00 PM                    | 8:30 PM                    | 9:00 PM                       | 9:30 PM                       | 10:00 PM                                | 10:30 PM                                |
| -------- | ------------- | -------------------------- | -------------------------- | ----------------------------- | ----------------------------- | --------------------------------------- | --------------------------------------- |
| ABC      | Осень         | Маппеты                    | Трудности ассимиляции      | Агенты «Щ.И.Т.»               | Агенты «Щ.И.Т.»               | Beyond the Tank                         | Beyond the Tank                         |
| ABC      | Поздняя осень | Маппеты                    | Трудности ассимиляции      | Агенты «Щ.И.Т.»               | Агенты «Щ.И.Т.»               | Злой город                              | Злой город                              |
| ABC      | Зима          | Трудности ассимиляции      | Настоящие О’Нилы           | Агент Картер                  | Агент Картер                  | Злой город                              | Злой город                              |
| ABC      | Весна         | Трудности ассимиляции      | Настоящие О’Нилы           | Агенты «Щ.И.Т.»               | Агенты «Щ.И.Т.»               | Цари и пророки                          | Цари и пророки                          |
| CBS      | CBS           | Морская полиция: Спецотдел | Морская полиция: Спецотдел | Морская полиция: Новый Орлеан | Морская полиция: Новый Орлеан | Области тьмы                            | Области тьмы                            |
| The CW   | The CW        | Флэш                       | Флэш                       | Я — зомби                     | Я — зомби                     | Локальные программы                     | Локальные программы                     |
| Fox      | Fox           | Дедушка поневоле           | Гриндер                    | Scream Queens                 | Scream Queens                 | Локальные программы                     | Локальные программы                     |
| NBC      | Осень         | Голос                      | Голос                      | Медики Чикаго                 | Медики Чикаго                 | Best Time Ever with Neil Patrick Harris | Best Time Ever with Neil Patrick Harris |
| NBC      | Поздняя осень | Голос                      | Голос                      | Медики Чикаго                 | Медики Чикаго                 | Пожарные Чикаго                         | Пожарные Чикаго                         |

### Среда
| Телесеть | Телесеть | 8:00 PM       | 8:30 PM     | 9:00 PM                             | 9:30 PM                             | 10:00 PM            | 10:30 PM            |
| -------- | -------- | ------------- | ----------- | ----------------------------------- | ----------------------------------- | ------------------- | ------------------- |
| ABC      | Fall     | Бывает и хуже | Голдберги   | Американская семейка                | Черноватый                          | Нэшвилл             | Нэшвилл             |
| ABC      | Зима     | Бывает и хуже | Голдберги   | Американская семейка                | Черноватый                          | Секреты и ложь      | Секреты и ложь      |
| CBS      | CBS      | Survivor      | Survivor    | Мыслить как преступник              | Мыслить как преступник              | Чёрный код          | Чёрный код          |
| The CW   | The CW   | Стрела        | Стрела      | Сверхъестественное                  | Сверхъестественное                  | Локальные программы | Локальные программы |
| Fox      | Fox      | Роузвуд       | Роузвуд     | Империя                             | Империя                             | Локальные программы | Локальные программы |
| NBC      | NBC      | Тайны Лауры   | Тайны Лауры | Закон и порядок: Специальный корпус | Закон и порядок: Специальный корпус | Полиция Чикаго      | Полиция Чикаго      |

### Четверг
| Телесеть | Телесеть      | 8:00 PM                    | 8:30 PM                | 9:00 PM                | 9:30 PM                | 10:00 PM                           | 10:30 PM                           |
| -------- | ------------- | -------------------------- | ---------------------- | ---------------------- | ---------------------- | ---------------------------------- | ---------------------------------- |
| ABC      | ABC           | Анатомия страсти           | Анатомия страсти       | Скандал                | Скандал                | Как избежать наказания за убийство | Как избежать наказания за убийство |
| CBS      | Осень         | NFL Thursday Night Kickoff | Ночь Футбола в четверг | Ночь Футбола в четверг | Ночь Футбола в четверг | Ночь Футбола в четверг             | Ночь Футбола в четверг             |
| CBS      | Поздняя осень | Теория Большого взрыва     | Жизнь в деталях        | Мамочка                | Ангел из ада           | Элементарно                        | Элементарно                        |
| The CW   | The CW        | Дневники вампира           | Дневники вампира       | Первородные            | Первородные            | Локальные программы                | Локальные программы                |
| Fox      | Fox           | Кости                      | Кости                  | Сонная лощина          | Сонная лощина          | Локальные программы                | Локальные программы                |
| NBC      | NBC           | Герои: Возрождение         | Герои: Возрождение     | Чёрный список          | Чёрный список          | Игрок                              | Игрок                              |

### Пятница
| Телесеть | Телесеть | 8:00 PM                     | 8:30 PM            | 9:00 PM                   | 9:30 PM                   | 10:00 PM            | 10:30 PM            |
| -------- | -------- | --------------------------- | ------------------ | ------------------------- | ------------------------- | ------------------- | ------------------- |
| ABC      | ABC      | Последний настоящий мужчина | Доктор Кен         | Shark Tank                | Shark Tank                | 20/20               | 20/20               |
| CBS      | CBS      | Удивительная Гонка          | Удивительная Гонка | Гавайи 5.0                | Гавайи 5.0                | Голубая кровь       | Голубая кровь       |
| The CW   | The CW   | Царство                     | Царство            | Топ-модель по-американски | Топ-модель по-американски | Локальные программы | Локальные программы |
| Fox      | Fox      | MasterChef Junior           | MasterChef Junior  | World’s Funniest Fails    | World’s Funniest Fails    | Локальные программы | Локальные программы |
| NBC      | NBC      | Непригодные для свиданий    | Люди говорят       | Гримм                     | Гримм                     | Dateline NBC        | Dateline NBC        |

### Суббота
| Телесеть | Телесеть | 8:00 PM                  | 8:30 PM                  | 9:00 PM                  | 9:30 PM                  | 10:00 PM                 | 10:30 PM                 |
| -------- | -------- | ------------------------ | ------------------------ | ------------------------ | ------------------------ | ------------------------ | ------------------------ |
| ABC      | ABC      | Футбол субботним вечером | Футбол субботним вечером | Футбол субботним вечером | Футбол субботним вечером | Футбол субботним вечером | Футбол субботним вечером |
| CBS      | CBS      | Comedytime Saturday      | Comedytime Saturday      | Comedytime Saturday      | Comedytime Saturday      | 48 часов                 | 48 часов                 |
| Fox      | Fox      | Fox College Football     | Fox College Football     | Fox College Football     | Fox College Football     | Fox College Football     | Fox College Football     |
| NBC      | NBC      | Dateline NBC             | Dateline NBC             | Dateline NBC             | Dateline NBC             | SNL Vintage              | SNL Vintage              |

## По каналам

### ABC
| Вернувшиеся шоу: - 20/20 - Агент Картер - Агенты «Щ.И.Т.» - America's Funniest Home Videos - Американское преступление - The Bachelor - Beyond the Tank - Черноватый - Касл - Dancing with the Stars - Трудности ассимиляции - Галавант - Голдберги - Анатомия страсти - Как избежать наказания за убийство - Последний настоящий мужчина - Бывает и хуже - Американская семейка - Нэшвилл - Однажды в сказке - Скандал - Секреты и ложь - Shark Tank | Новые шоу: - Улов - Доктор Кен - Семья - Маппеты - Цари и пророки - Кровь и нефть - Куантико - Настоящие О’Нилы - Дядюшка Бак - Злой город | Не вернувшиеся с сезона 2014-15: - Кристела - Вечность - Манхэттенская история любви - Воскрешение - Месть - Селфи - The Taste |

### CBS
| Вернувшиеся шоу: - Две девицы на мели - 48 Hours - 60 Minutes - The Amazing Race - Теория Большого взрыва - Big Brother - Голубая кровь - Мыслить как преступник - C.S.I.: Киберпространство - Элементарно - Хорошая жена - Гавайи 5.0 - Мадам госсекретарь - Майк и Молли - Мамочка - Морская полиция: Спецотдел - Морская полиция: Лос-Анджелес - Морская полиция: Новый Орлеан - Странная парочка - В поле зрения - Скорпион - Survivor - Thursday Night Football - Undercover Boss | Новые: - Ангел из ада - Чёрный код - Мыслить как преступник: За пределами - Жизнь в деталях - Области тьмы - Час пик - Супергёрл - Безмозглые | Не вернувшиеся с сезона 2014-15: - Батл Крик - Маккарти - Менталист - Миллеры в разводе - Сталкер - Два с половиной человека |

### The CW
| Вернувшиеся шоу: - 100 - Топ-модель по-американски - Стрела - Красавица и чудовище - Флэш - Я — зомби - Девственница Джейн - Первородные - Царство - Сверхъестественное - Дневники вампира - Whose Line Is It Anyway? | Новые: - Изоляция - Чокнутая бывшая - Легенды завтрашнего дня | Не вернувшиеся с сезона 2014-15: - Зои Харт из южного штата - Посланники |

### Fox
| Вернувшиеся шоу: - American Idol - Бургеры Боба - Кости - Бруклин 9-9 - Империя - Гриффины - Готэм - Последний человек на Земле - MasterChef Junior - Новенькая - Симпсоны - Сонная лощина - World's Funniest Fails | Новые: - Приграничный городок - Код Франкенштейна - Дедушка поневоле - Гриндер - Руководство по выживанию от Купера Барретта - Люцифер - Особое мнение - Роузвуд - Королевы крика - Секретные материалы | Не вернувшиеся с сезона 2014-15: - Бэкстром - Последователи - Хор - Проект Минди (переехал на Hulu) - Малэни - Красные браслеты - Утопия - Странные одиночки |

### NBC
| Вернувшиеся шоу: - The Apprentice - The Biggest Loser - Чёрный список - Пожарные Чикаго - Полиция Чикаго - Dateline NBC - Football Night in America - Гримм - Закон и порядок: Специальный корпус - Тайны Лауры - NBC Sunday Night Football - Ночная смена - Непригодные для свиданий - Голос | Новые: - Best Time Ever with Neil Patrick Harris - Слепое пятно - Медики Чикаго - Полон дом - Изумрудный город - Game of Silence - Разбивающая сердца - Герои: Возрождение - Hot & Bothered - Little Big Shots - People are Talking - Игрок - Оттенки синего - Супермаркет - Ты, я и конец света - You the Jury | Не вернувшиеся с сезона 2014-15: - От «А» до «Я» - Мой мальчик - Allegiance - Bad Judge - Константин - Marry Me - One Big Happy - Родители - Парки и зоны отдыха - Положение дел |